# Asol Sliwiec
Asol Witaljeuna Sliwiec (biał. Асоль Вітальеўна Слівец, ros. Ассоль Витальевна Сливец, Assol Witaljewna Sliwiec; ur. 22 czerwca 1982 w Mińsku) – białoruska narciarka dowolna, od 2011 roku reprezentująca Rosję. Jej największym sukcesem jest srebrny medal w skokach akrobatycznych wywalczony podczas mistrzostw świata w Madonna di Campiglio w 2007 roku. W 2010 roku zajęła czwarte miejsce na igrzyskach olimpijskich w Vancouver. Była też między innymi piąta podczas rozgrywanych cztery lata wcześniej igrzysk w Turynie. Najlepsze wyniki w Pucharze Świata osiągnęła w sezonie 2009/2010, kiedy to zajęła 22. miejsce w klasyfikacji generalnej, a w klasyfikacji skoków akrobatycznych była ósma. W 2014 roku zakończyła karierę.
Jej brat, Cimafiej Sliwiec, również uprawiał narciarstwo dowolne.

## Osiągnięcia

### Igrzyska olimpijskie
| Miejsce | Dzień     | Rok  | Miejscowość    | Konkurencja        | Zwycięzca     |
| ------- | --------- | ---- | -------------- | ------------------ | ------------- |
| 13.     | 18 lutego | 2002 | Salt Lake City | Skoki akrobatyczne | Alisa Camplin |
| 5.      | 22 lutego | 2006 | Turyn          | Skoki akrobatyczne | Evelyne Leu   |
| 4.      | 24 lutego | 2010 | Vancouver      | Skoki akrobatyczne | Lydia Lassila |
| 12.     | 14 lutego | 2014 | Soczi          | Skoki akrobatyczne | Ała Cuper     |

### Mistrzostwa świata
| Miejsce | Dzień       | Rok  | Miejscowość          | Konkurencja        | Zwycięzca      |
| ------- | ----------- | ---- | -------------------- | ------------------ | -------------- |
| 25.     | 20 stycznia | 2001 | Whistler             | Skoki akrobatyczne | Veronika Bauer |
| DSQ     | 1 lutego    | 2003 | Deer Valley          | Skoki akrobatyczne | Alisa Camplin  |
| 9.      | 18 marca    | 2005 | Ruka                 | Skoki akrobatyczne | Li Nina        |
| 2.      | 10 marca    | 2007 | Madonna di Campiglio | Skoki akrobatyczne | Li Nina        |

#### Miejsca w klasyfikacji generalnej
- sezon 2001/2002: 114.
- sezon 2002/2003: 28.
- sezon 2003/2004: 71.
- sezon 2004/2005: 43.
- sezon 2005/2006: 28.
- sezon 2006/2007: 29.
- sezon 2009/2010: 22.
- sezon 2012/2013: 86.
- sezon 2013/2014: 85.

#### Miejsca na podium
1. Mount Buller – 9 września 2001 (Skoki akrobatyczne) – 3. miejsce
2. Špindlerův Mlýn – 2 marca 2003 (Skoki akrobatyczne) – 2. miejsce
3. Lake Placid – 18 stycznia 2004 (Skoki akrobatyczne) – 3. miejsce
4. Madonna di Campiglio – 11 marca 2005 (Skoki akrobatyczne) – 3. miejsce
5. Mont Gabriel – 30 stycznia 2010 (Skoki akrobatyczne) – 3. miejsce